# Zemské hejtmanství Dolní Podunají
Zemské hejtmanství Dolní Podunají (německy Landeshauptmannschaft Niederdonau ) bylo v období od 13. března 1938 do 30. dubna 1939 správním útvarem existujícím zpočátku na území rakouské spolkové země Dolní Rakousy, později i v severních třech pětinách Burgenlandu, na jihu Moravy a jihovýchodě Čech a na části Slovenska (Devín a Petržalka). Sídlem správy byla Vídeň, která však nebyla součástí tohoto celku.

## Historický vývoj
Zemské hejtmanství Dolní Podunají vzniklo 13. března 1938 bezprostředně po anšlusu Rakouska přeměnou a přejmenováním dosavadní spolkové země Dolní Rakousy, která však v té době byla poněkud větší a zahrnovala i některé dnešní vídeňské čtvrtě a dnes hornorakouské katastrální území Hinterberg. I nadále se však v různých úředních dokumentech a zákonech používal alternativní termín "das ehemals österreichische Land Niederösterreich"  ("bývalá rakouská země Dolní Rakousy"). Od 15. října 1938 byly na základě zákona „o územních změnách v zemi Rakousku“  k tomuto útvaru připojeny burgenlandské okresy Eisenstadt-okolí, Mattersburg, Neusiedl am See, Oberpullendorf a města Eisenstadt a Rust - celkem skoro 63 % území Burgenlandu. Na základě téhož zákona tento útvar na druhou stranu ztratil výše zmíněné katastrální území Hinterberg (do té doby součást obce Behamberg), které se stalo součástí města Steyr, a 97 obcí připojených k Vídni. K 15. dubnu 1939 byly na základě zákona „o členění sudetoněmeckých území“  k tomuto útvaru připojeny některá území, která získalo nacistické Německo od Československa na základě Mnichovské dohody: části jižní Moravy (Novobystřicko, Znojemsko, Mikulovsko, Valticko, Dyjský trojúhelník) a jihovýchodních Čech (Vitorazsko) a slovenské obce Devín a Petržalka. Zemské hejtmanství Dolní Podunají přestalo existovat k 1. květnu 1939, kdy bylo přeměněno v říšskou župu Dolní Podunají.